# Mária Paulechová
Mária Paulechová (* 6. února 1939) byla slovenská a československá politička Komunistické strany Slovenska a poslankyně Sněmovny lidu Federálního shromáždění za normalizace.

## Biografie
K roku 1971 a 1976 se profesně uvádí jako zootechnička JZD.
Ve volbách roku 1971 zasedla do Sněmovny lidu (volební obvod č. 162 - Jaslovské Bohunice, Západoslovenský kraj). Mandát obhájila ve volbách roku 1976 (obvod Jaslovské Bohunice), volbách roku 1981 (obvod Piešťany) a volbách roku 1986 (obvod Piešťany). Ve FS setrvala do konce funkčního období, tedy do svobodných voleb roku 1990. Netýkal se jí proces kooptace do Federálního shromáždění po sametové revoluci.